# Roger Chaput
Roger Chaput (Montluçon, maggio 1909 – 1995) è stato un musicista e chitarrista francese, famoso per aver fatto parte del gruppo jazz Quintette du Hot Club de France.
Roger è considerato un artista unico per il fatto che fosse non solo il primo chitarrista ritmico del Quintette du Hot Club de France ma anche l'unico chitarrista con formazione diversa dal gipsy jazz che suonò regolarmente col gruppo.